# Hubert Minnebo
Hubert J.A. Minnebo (Brugge, 6 februari 1940) is een Vlaams beeldend kunstenaar. Hij begon als kunstschilder, etser en tekenaar. Hij vervolgde zijn weg via de aluchromie, ofwel het vervaardigen van beeldhouwwerken in chroomaluminium, en via de vervaardiging van koperen reliëfs. Uiteindelijk vormde hij zich geleidelijk om tot ontwerper van bronzen beelden, monumentale sculpturen en gouden juwelen. De werken van Minnebo zijn niet te vatten in één bepaalde stijl.

## Jeugd en opleiding

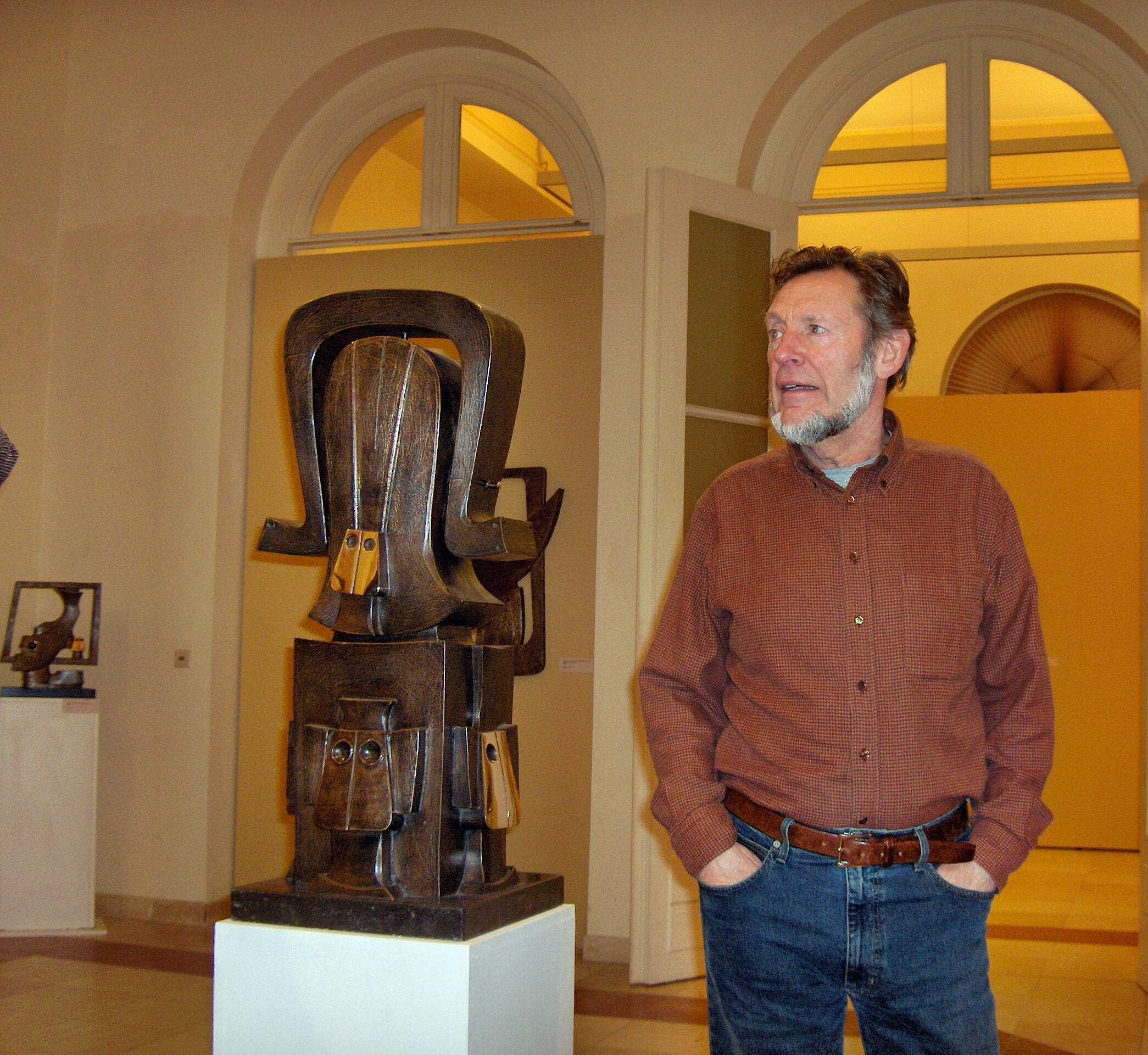
De kunstenaar naast zijn werk:
"Zonder complexen zijn dualiteit bevestigen" (1994)
“Gouden Verlangen – 50 jaar exposeren”; overzichtstentoonstelling in de Venetiaanse Gaanderijen, Oostende (april 2008)

Minnebo werd in Brugge geboren in een arbeidersgezin. Hij was de tweede van drie zoons van Alfons Minnebo (1905-1985), een mecanicien bij de chemische fabriek UCB te Zandvoorde (Oostende) en van Zulma Cordy (1910-2007).
Toen in 1940 de Tweede Wereldoorlog uitbrak en zijn vader onder de wapens moest, verhuisde het gezin naar Ruddervoorde. Ze bleven er wonen tot 1946 en verhuisden toen naar Oostende, dat al grote kunstenaars voortbracht als James Ensor, Léon Spilliaert, Constant Permeke en de naoorlogse schilders als Jan De Clerck en Maurice Boel.
Hij doorliep het lager onderwijs aan de Mariaschool en de Leopoldschool. Daarna volgde hij het Stedelijk Technisch Instituut en behaalde daar in 1958 het diploma A2 mechanica.

### Opleiding
Op twaalfjarige leeftijd begon hij aan avondcursussen aan de Oostendse academie. Hij kreeg daar les van bekende namen als Gustaaf Sorel, Raoul Servais en de Brugse postimpressionistische schilder René Vanden Berghe. Hij richtte in deze tijd zijn eerste schildersatelier in op de zolder van de ouderlijke woning.
In de Oostendse kunstkroegen “Het Kroegske” van de kunstschilder Joris Houwen en “La Chèvre Folle” van Alain Depiere leerde hij enkele andere Oostendse kunstenaars kennen, waaronder Yves Rhayé, Jef van Tuerenhout en Elias.
Pas afgestudeerd aan de vakschool liftte hij naar Parijs en kon hij er zich korte tijd bekwamen in de befaamde Académie de la Grande Chaumière. Hier tekende hij zijn eerste naakten en vrouwensilhouetten, waaruit een duidelijke invloed van Constant Permeke herkenbaar is. Als bijrijder van touringcars reisde hij heel Europa rond, waardoor hij in de gelegenheid kwam enige tijd te werken in het atelier van Oskar Kokoschka in Salzburg.

## Debuut

### Tentoonstellingen

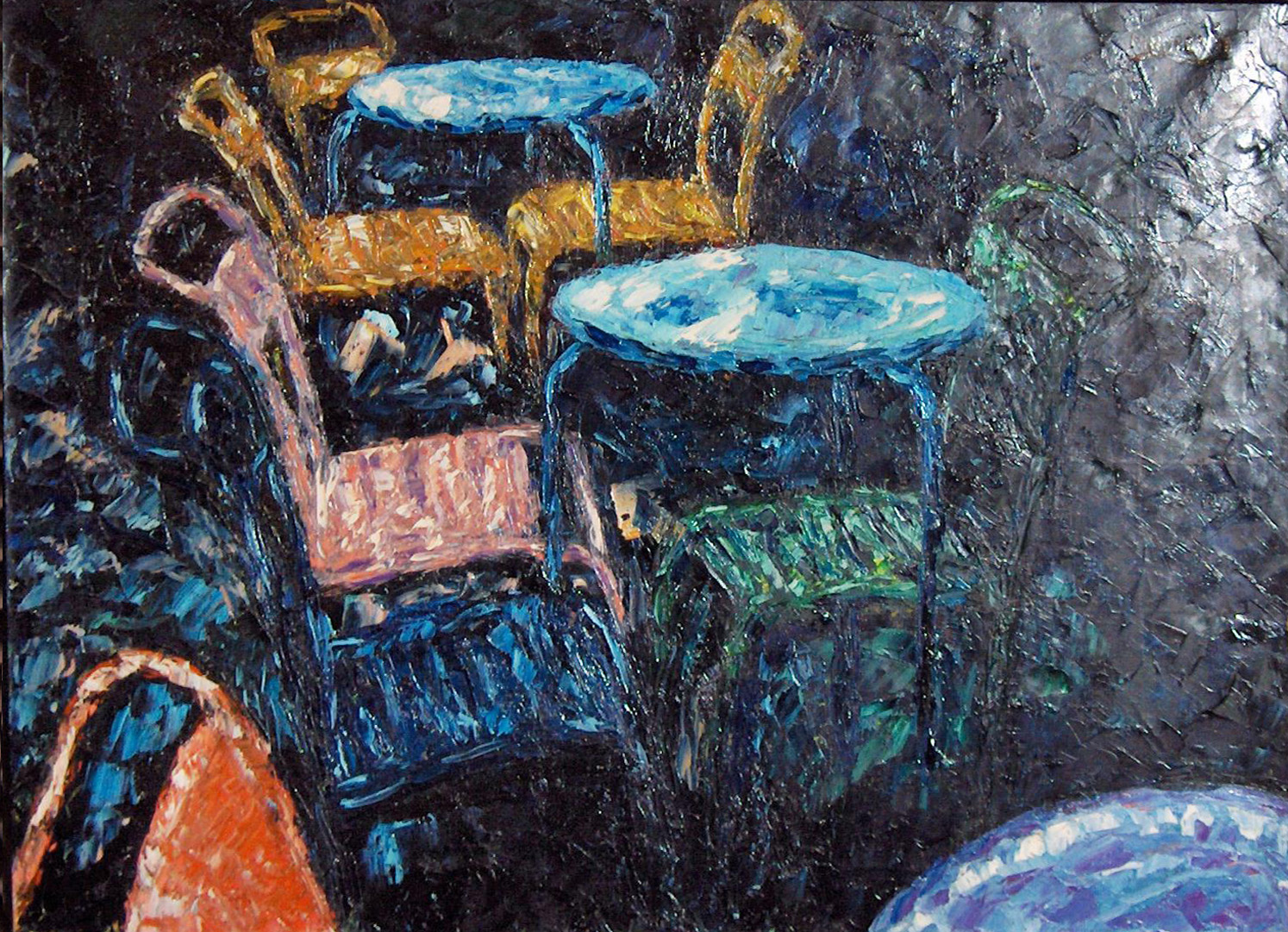
"Avondschemering"
olieverf op doek (1958)

In 1958, op achttienjarige leeftijd, hield hij samen met Lucien Catherin zijn eerste tentoonstelling. De locatie was de Taptoegalerij van Hugo Anthierens aan de Oostendse vismarkt en Minnebo liet enkele figuratieve schilderijen met landschappen, zeegezichten en terrassen zien.
Kort daarna moest hij zijn dienstplicht verrichten, eerst in België en daarna in Duitsland. Toen zijn superieuren in het Duitse Euskirchen ontdekten dat er een kunstenaar in de kazerne aanwezig was, werd hij gevraagd voor het beschilderen van de officiersmess.
Hij zwaaide af in 1960 en hield kort erop zijn tweede tentoonstelling, ditmaal in de kunstkroeg “La Chèvre Folle” in Oostende. Vanaf dit moment zou hij bijna elk jaar een of meer eenmanstentoonstellingen houden in België en daarnaast groepstentoonstellingen in verschillende landen, waaronder Japan.

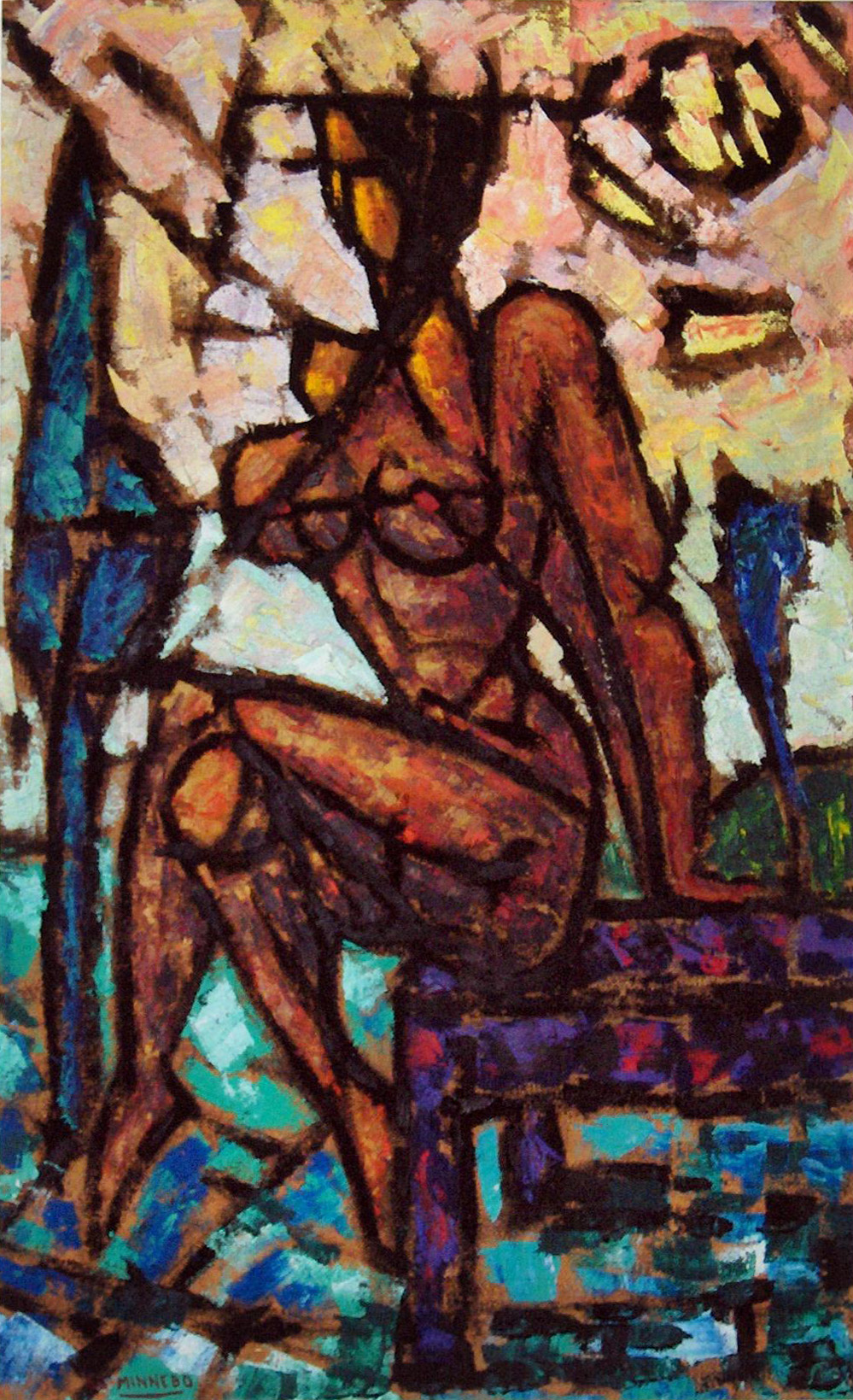
"Zittend Naakt"
olieverf op unalit (1960)

### Schilderijen
Minnebo bleef zoeken naar een eigen stijl. Bij gebrek aan geld om canvas te kopen, schilderde hij zijn eerste schilderijen op unalit, ofwel zachtboardplaten van houtvezels. Deze schilderijen lijken op gebrandschilderd glas en kenmerken zich door een levendig coloriet met felle kleuren en dikke, zwarte lijnen.

### Andere technieken
Schilderen werd nooit de volledige sympathie van Minnebo en zijn voorkeur ging meer uit naar tekenen, een kunstvorm die hij gedurende zijn hele loopbaan bleef beoefenen en waarin hij zich bleef ontwikkelen. Vanaf 1966-1967 tekende hij zijn figuren met honderden fijne streepjes, rechtop eindigend met een krul, dicht bijeen of verder van elkaar, waardoor de vorm van de figuur een zekere diepgang krijgt.
Het zoeken en aftasten tijdens het ontwerpen van zijn tekeningen zorgde ervoor, dat hij zich geleidelijk aan ontwikkelde in de richting van het expressionisme. Zijn tekeningen van naakte vrouwen zijn sober en daardoor meer klassiek in stijl. Hierbij heeft hij een voorkeur voor contépotloden om de stilering te bereiken. In 1961 nam hij het gewaagde initiatief een tentoonstelling te vullen met uitsluitend tekeningen, in de Galerie Toulouse-Lautrec te Oostende, wat voor het Museum voor Schone Kunsten Oostende aanleiding was een van zijn tekeningen aan te schaffen.

### Materiaal
In de periode 1963-1964 maakte hij keramiek, te weten potten en vazen.

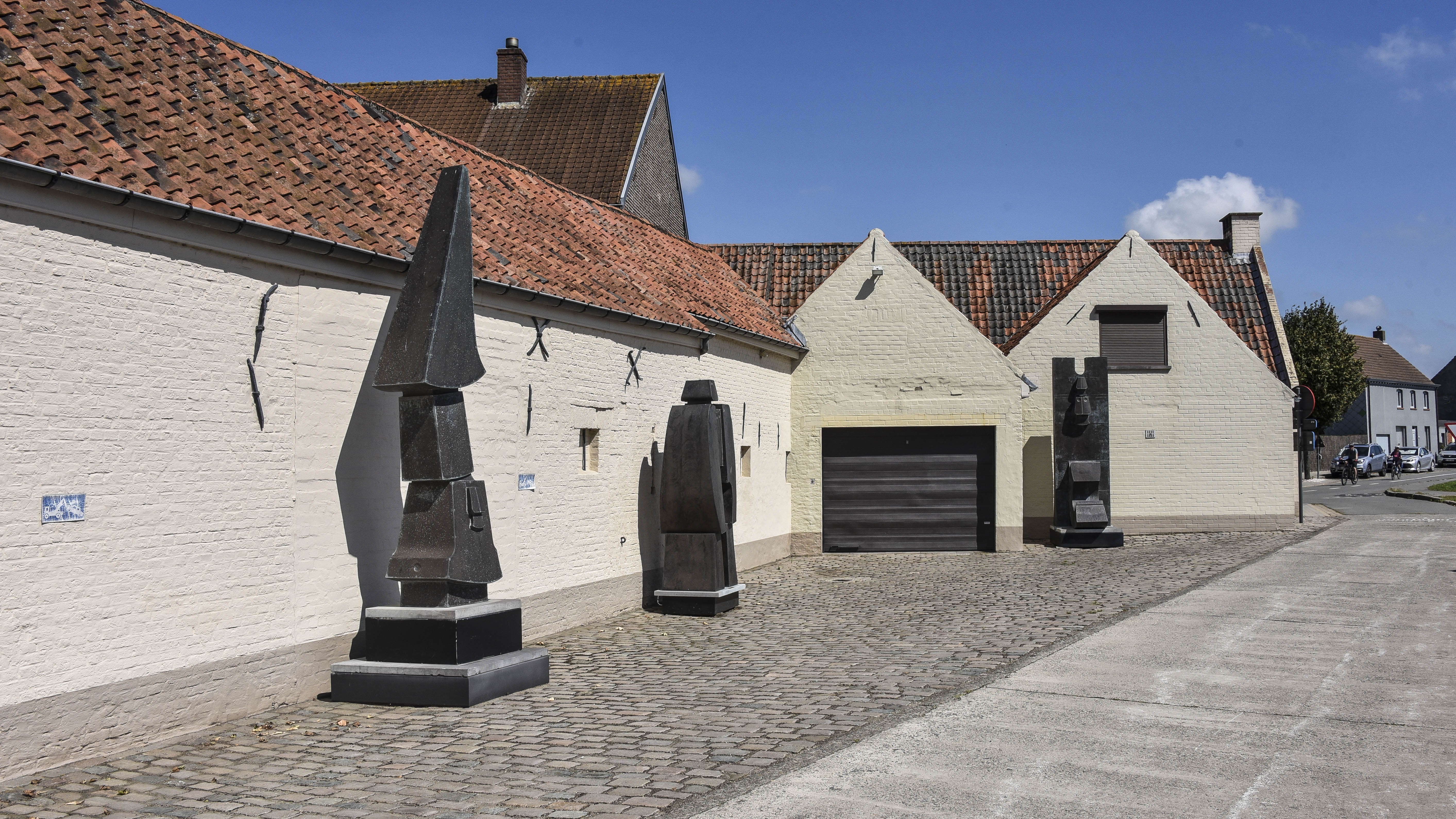
Zijn atelier in Stalhillebrug

Zijn schilderijen maakten in stijl een verdere ontwikkeling in de richting van de abstracte kunst, zoals te zien is in “Constructie I” uit 1964 en het olieverfschilderij “Zonder titel” uit 1964. Vanaf dat moment legde hij zich toe op het creatief werken met metaal of, om het in zijn eigen woorden te zeggen, hij werd een métallurgiste. Omdat Hubert Minnebo nooit stenen of houten beelden heeft gemaakt is de term beeld“houwer” nauwelijks van toepassing. Hij is een van de weinige beeldhouwers die zelf zijn werken in brons giet of uit koper drijft. Hij doet dit op ambachtelijke wijze in zijn eigen gieterij.

## Samenwerking en onderwijsregentschap

### Persoonlijke lotgevallen
Hij wilde verder studeren tot onderwijsregent in de plastische kunsten. Om deze studie te kunnen betalen, werkte hij in de periode 1961-1962 twee zomers lang als kelner. In 1961 legde hij het ingangsexamen af aan de Rijksnormaalschool in Gent en in 1963 behaalde hij het diploma van regent plastische kunsten. Hier kreeg hij les van onder anderen de expressionist Roger Cools, de klassiek gevormde beeldhouwer Willem Van Aerden en Octave Landuyt, die een persoonlijke vriend zou worden.
In die periode huwde hij voor de eerste maal en kreeg een dochter. Hij hertrouwde in 1975 met Cris Lefebvre.
Door toedoen van zijn jeugdvriend, de kunstschilder Hubert Decleer, kwam Minnebo rond 1963 in aanraking met de wereld van het boeddhisme. Dit had een weerslag op zijn verdere leven.
In 1963 werd hij leraar plastische kunst en kunstgeschiedenis aan het Hoger Stedelijk Technisch Instituut te Oostende. Hij gaf er vijftien jaar les en koos er in 1978 voor om zich volledig toe te leggen op de kunst.

### Landuyt
Zijn leraar Octave Landuyt richtte een losse werkgroep op, “het Visueel Opzoekingscentrum”. Minnebo maakte hier samen met enkele andere jonge kunstenaars uit het Gentse deel van uit, onder wie Roland Monteyne, Karel Dierickx, Werner Cuvelier, de beeldhouwer en zanger Walter De Buck en Jan Hoet, de latere conservator van het S.M.A.K. te Gent. Zij probeerden een artistieke en wetenschappelijke aanpak te vinden voor het scheppen van een lichtexperiment. Dit resulteerde in 1963 in de deelname aan de derde Biënnale der Jongeren in Parijs, onder leiding van Octave Landuyt. Ze hadden een “Belgisch Paviljoen” gecreëerd: een grote duistere ruimte waarin de bezoekers een spektakel van allerhande lichtindrukken werd geboden. Landuyt verwoordde het als “een illustratie van het zoeken naar nieuwe beeldillusies met licht en beweging.” Het betekende een ommekeer voor Hubert Minnebo. Via Roland Monteyne maakte hij hier voor het eerst kennis met de aluchromie in lange vlakken, door middel van het kleuren van aluminium platen.
In 1961 werd kortstondig een nieuwe werkgroep opgericht, de “Groupe des Aluchromistes Belges”, waarvan een twintigtal kunstenaars deel uitmaakten, onder wie Octave Landuyt, Hugo Claus, Luc Daels, Roger Wittevrongel, Roger Dudant en Rudolf Meerbergen. Hubert Minnebo sloot zich in 1963 bij hen aan. De werkgroep viel weer uiteen in 1965 en hetzelfde jaar sloot Minnebo een associatie met zijn collega Roland Monteyne, gevestigd in het 18e-eeuwse sluiswachtershuis van Herdersem; deze associatie zou duren tot 1971.

## Werk

### Aluchromie en aluminium en koperen reliëfs

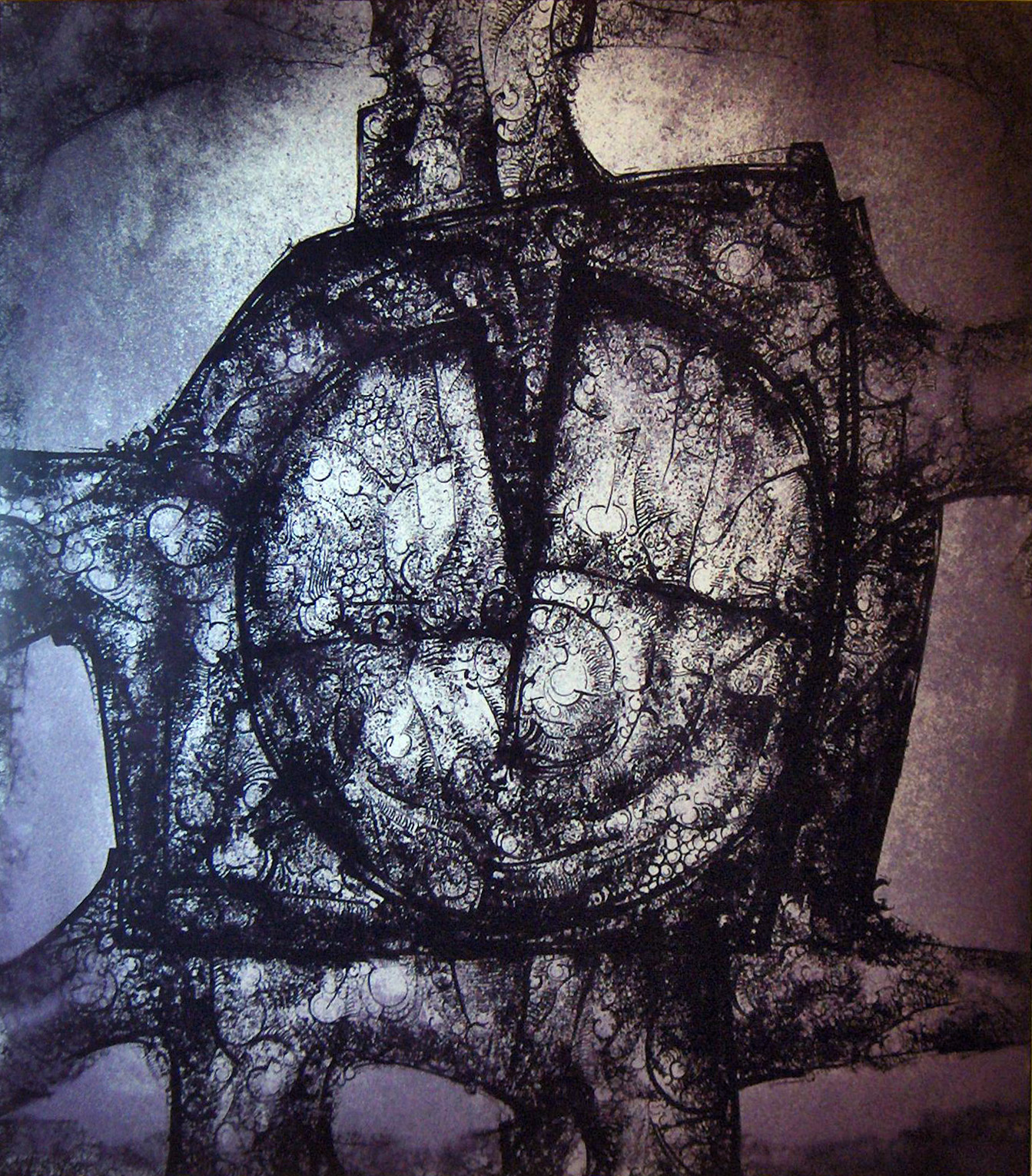
"Zonder titel"
aluchromie (1966)

Hubert Minnebo begon met de kunstzinnige beschildering van aluminium. Als men een aluminiumplaat anodiseert, ofwel elektrolytisch oxideert, dan kan die plaat als grondvlak gedurende enkele uren anilinekleurpigmenten opnemen; dat zijn kleurpigmenten die opgelost zijn in aceton of dimethylformamide. Hierbij moet vlot doorgewerkt worden, vergelijkbaar met het schilderen van een fresco, waarbij correctie van fouten niet mogelijk is. Er wordt gebruikgemaakt van een schildersborstel, een pen of een airbrushpistool op de horizontaal liggende plaat. Hierna wordt dit gefixeerd in een bad en afgedicht door middel van colmateren, ofwel sealen door hitte in kokend water of stoom.

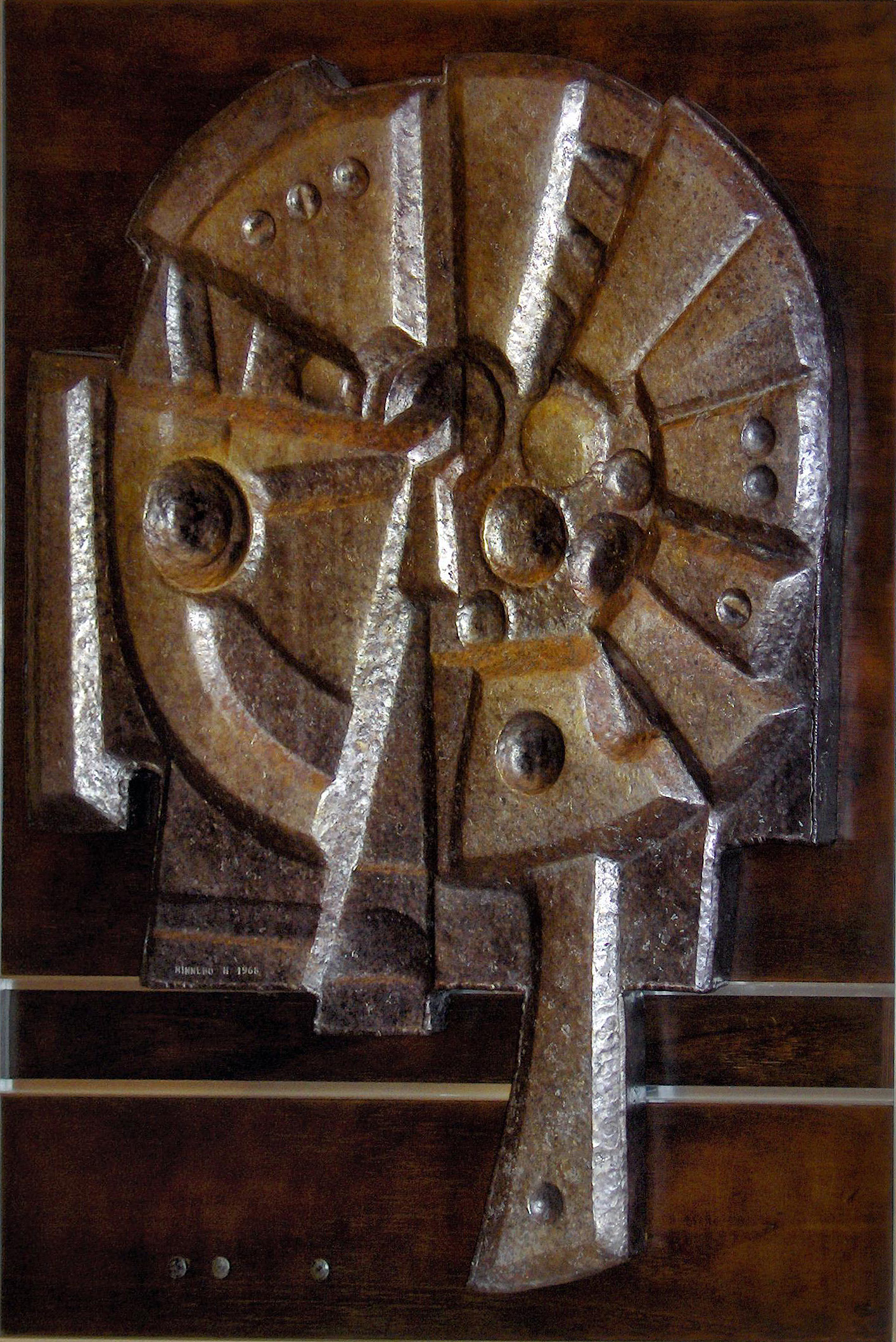
"Zonder titel"
reliëf in gehamerd, gelast en gechromeerd aluminium (1968)

Minnebo maakte aluchromiepanelen voor ontvangsthallen en huisgevels en als decoratie in restaurants en stations. Zijn werk is verfijnd met een beheerst gebruik kleuren, variërend van zwart-wit tot violet, bruinrood of bontgekleurd. Hij beheerst de specifieke matglanzende, iriserende lichteffecten van de aluchromie.
Tussen 1964 en 1970 gaf hij verschillende tentoonstellingen met zijn aluchromieën, aluminiumreliëfs en aluminium beelden. Zijn belangrijkste werk in die periode is de beschildering in 1968 van een bestaand reliëf van Paul van Gyseghem en Walter De Buck op de gevel van de kerk van de Lovaniumuniversiteit in Kinshasa, Congo. Aan het begin van de 21e eeuw waren er maar weinig kunstenaars overgebleven die nog gebruik maakten van deze techniek, mede vanwege de technische moeilijkheden en ook omdat ze duur is.
Vanaf 1965 ontwikkelde Minnebo zich verder in de richting van bewerkingen in reliëf van aluminium en daarna van koper. Hierbij wordt geen verf meer gebruikt en behoudt het metaal zijn eigen zilveren of rode kleur. Zijn gereedschap bestaat vanaf dan voornamelijk uit een schaar, tang en lasapparaat. De platen worden eindeloos met de nylonhamer bewerkt tot het gewenste reliëf bereikt wordt en dan gelast tot de juiste beeldvorm. Dit zijn abstracte constructies, waarvan het lijnenspel bestaat uit vervormde geometrische vormen, uitsnijdingen, inkepingen en verhoogde gedeeltes. Deze techniek gebruikte hij bijvoorbeeld ook voor het beeld “De Krijger” dat hij eerder maakte in 1968 en dat verwerkt was in gehamerd en gelast aluminium (Koning Albert I-park, Blankenberge).

### Bronzen beelden

#### Verloren was

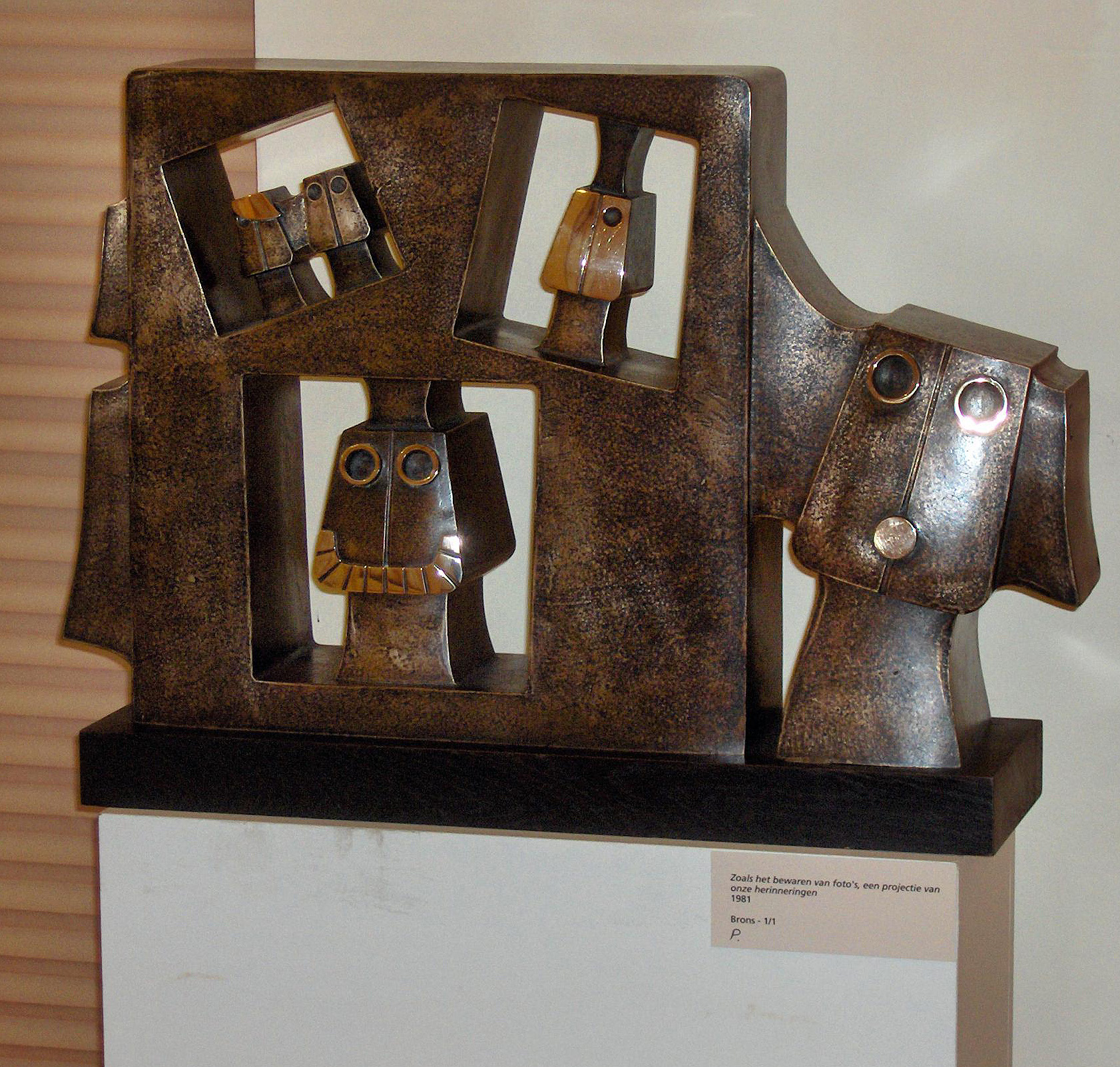
"Zoals het bewaren van foto's, een projectie van onze herinneringen"
brons (1981) - voorbeeld met verschillende Minnebo-hoofdjes

Vanaf 1970 zette Hubert Minnebo een volgende stap en ging zich meer en meer toeleggen op het gieten van bronzen beelden volgens de methode van de verloren was. Dit is een complexe en tijdrovende ambachtelijke werkzaamheid, waarbij het oorspronkelijke concept van de kunstenaar wordt omgezet van een idee in bijenwas of synthetische was naar een model in brons. Hij had echter geen opleiding tot bronsgieter en leerde het vak bij Egbert Joostens, met wie hij in 1971 in Leffinge zijn eerste eigen bronsgieterij opzette. Hij verhuisde in 1974 naar Stalhille (Jabbeke) en richtte er zijn nieuwe gieterij en expositieruimte in. Van beeldende kunstenaars die hun eigen werk in hun eigen atelier in brons gieten zijn er begin 2009 niet veel meer en wordt dit zware werk meestal uitbesteed aan gespecialiseerde bronsgieterijen.
De robuuste beelden zijn abstracte assemblages waarbij lijnenspel er in sommige ontwerpen voor zorgt dat de verschillende vormen in elkaar passen; andere gestileerde vormen zijn bijvoorbeeld dierlijk of antropomorf. Hij gebruikt een getemperde en statische beeldtaal die naar eigen zeggen voortkomt uit persoonlijke belevenissen en gevoelens waaraan hij een positieve ingesteldheid verleent. Het beeld spreekt dan verder voor zichzelf en behoeft volgens hem geen filosofische beschouwingen.

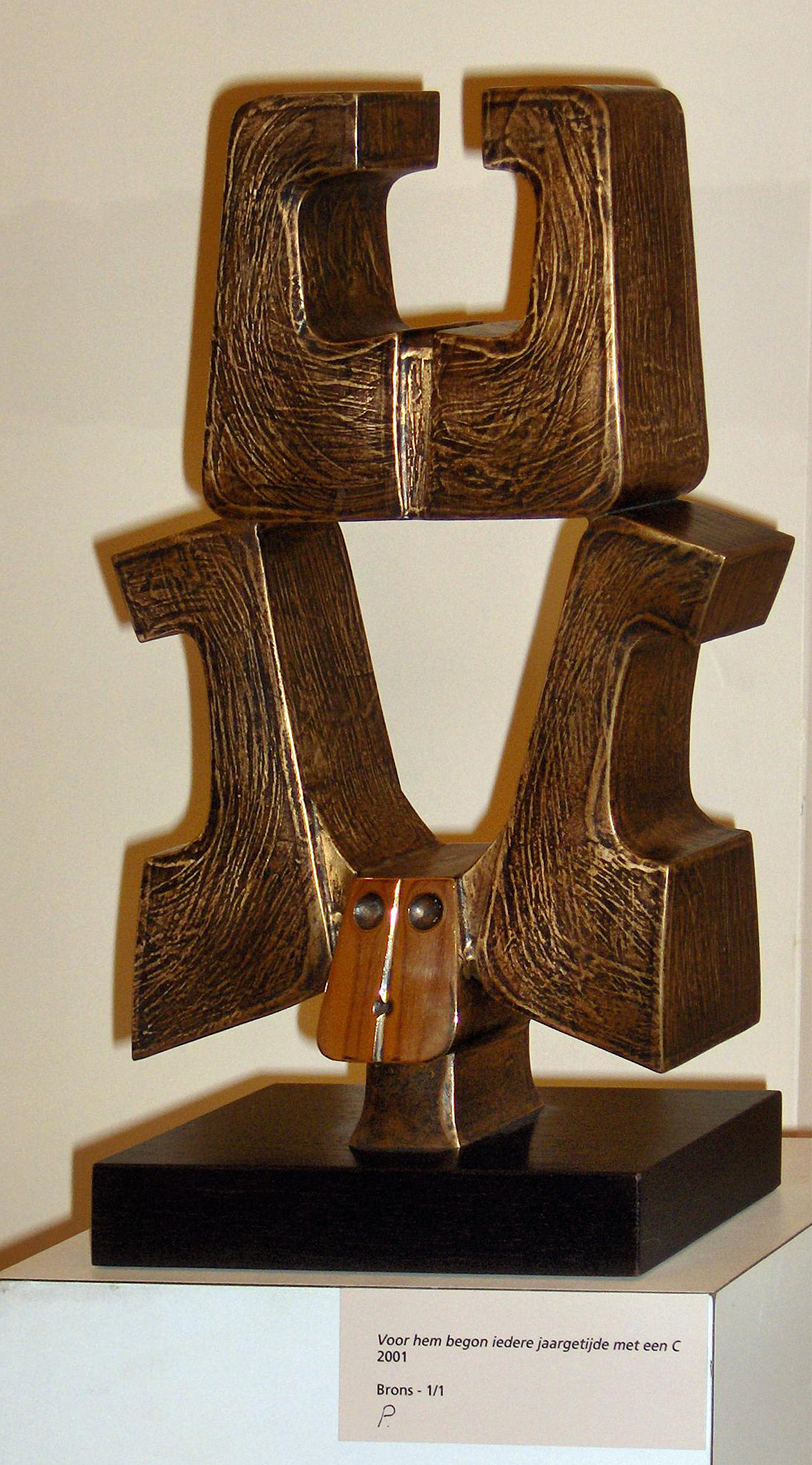
"Voor hem begon ieder jaargetijde met een C"
brons (2001) - voorbeeld van een zogenaamd C-beeld

#### C-beelden
Veel van deze beelden bevatten een kunstig verwerkte letter C. Deze zogenaamde C-beelden verwijzen naar de eerste letter van Cris, de voornaam van zijn tweede echtgenote. De strakke geometrische vormen van zijn beelden gaan in latere jaren meer en meer vergezeld van zwierige gebaren, die een bepaald ritme uitdrukken.

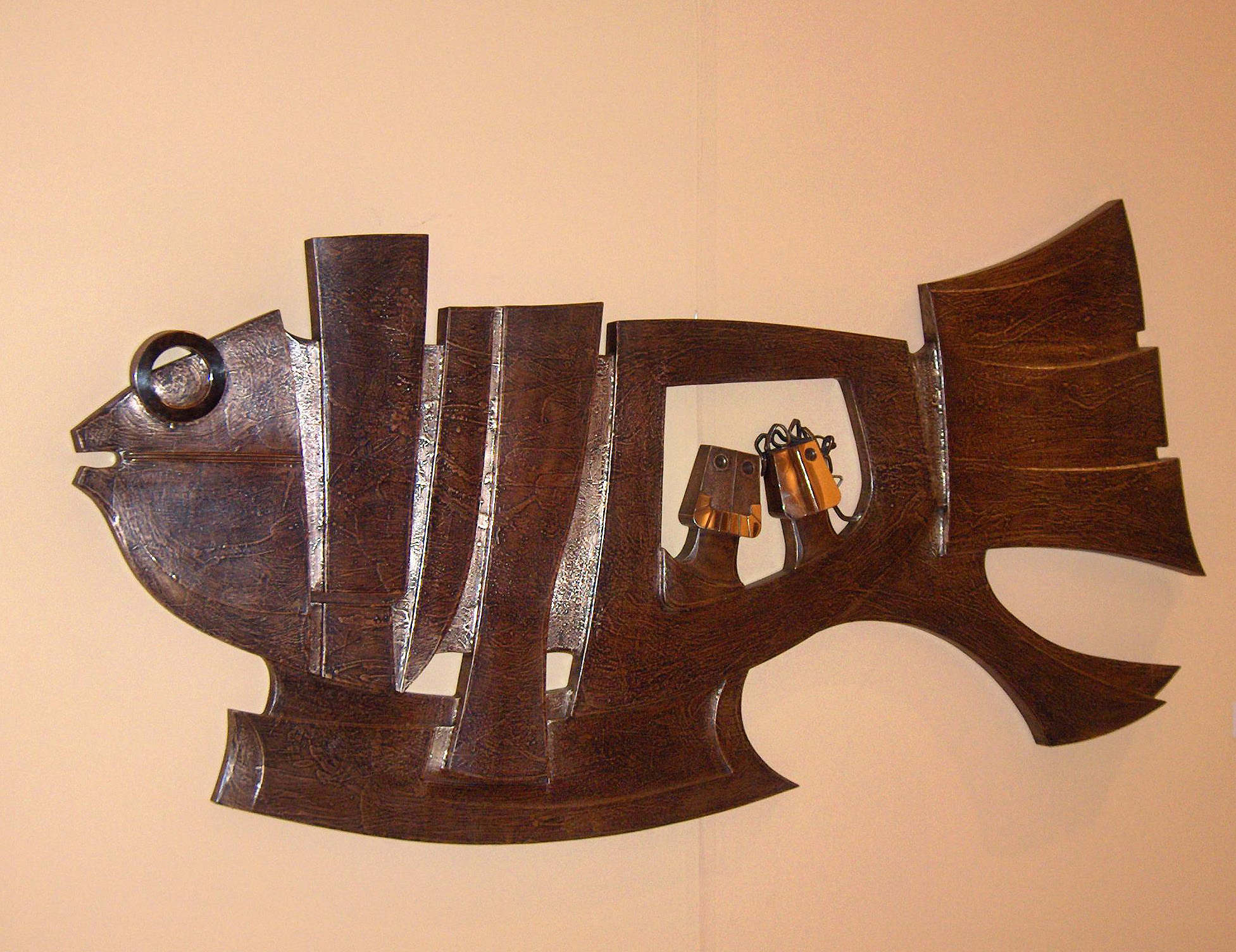
"De dag dat Jonas, zeer verward maar sterk geïnteresseerd, onverwachts bezoek kreeg"
brons (2003) - voorbeeld van een brons met een dierlijke vorm

#### Exotische invloeden
Zijn figuren vertellen een verhaal dat aansluit bij de vele ervaringen die Minnebo heeft opgedaan in de culturen van het Verre Oosten, Egypte en Latijns-Amerika. Vanaf 1979 maakte hij vele reizen door Azië, herhaaldelijk met vriend en auteur Frans Boenders. Hij probeert de levenswijsheid uit deze oosterse landen te vertolken in de expressie van zijn werken. Ook zijn kennismaking met de Egyptische cultuur en de precolumbiaanse beschaving heeft een sterke invloed gehad op veel van zijn werken, waarbij beeld en titel vaak op een dichterlijke wijze met elkaar worden verzoend.

#### Minnebo-hoofdjes
Minnebo voegt aan zijn beelden een karakteristiek element toe, dat typerend is voor zijn werk, namelijk het zogenaamde Minnebo-hoofdje; de hoofdjes variëren per kunststuk. Dit is een gestileerd en in tweeën gedeeld gelaat, dat glanst als een gepolijst gouden masker. Dit gelaat heeft meestal een star oog dat in elk deel symmetrisch is aangebracht. Er zijn ook kunstwerken waar hij slechts van één oog gebruik maakte en in een uitzonderlijk geval helemaal geen. Voor de meeste liefhebbers hebben deze donkere, starende ogen iets intrigerends.
In zijn beeld “Het leesbaar maken van alle problemen” (1972) laat hij deze ogen overvloedig tranen. In enkele zeldzame gevallen voegt hij er ook een mond aan toe. In sommige gevallen is dit een ronde mond alsof het beeld iets wil zeggen, in andere gevallen een met gekruiste strepen bij een stilzwijgend beeld, zoals in “Mag ik de stilzwijgende wijsheid van H. polijsten?” (1979). De letter H in de titel verwijst naar Hubert Decleer, die hem met de leer van het boeddhisme in aanraking bracht.

### Juwelen

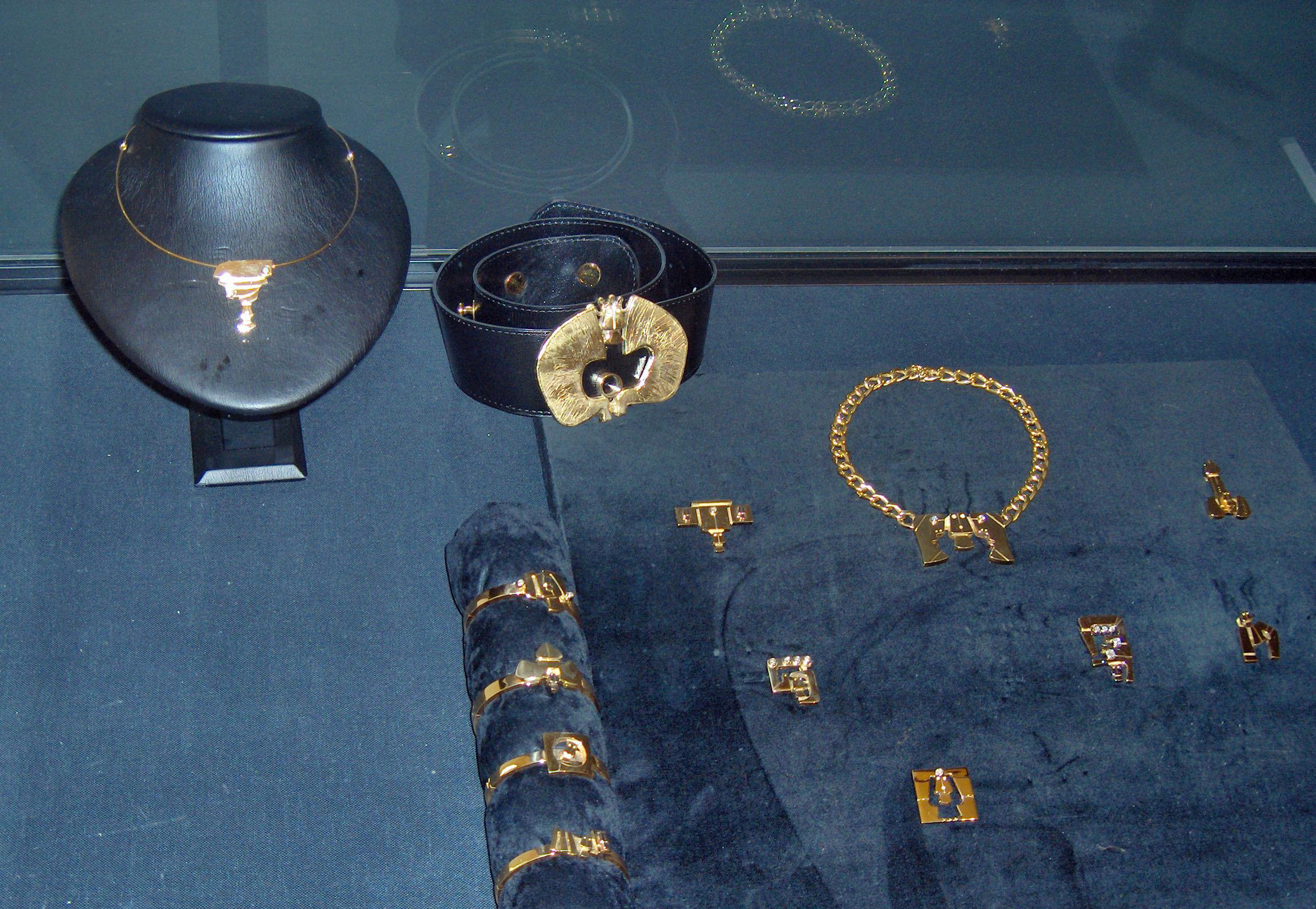
Diverse sieraden met briljanten

Vanaf 1975 legt Minnebo zich ook toe op creaties van gouden juwelen, zoals voornamelijk hangers, ringen, armbanden, oorringen en spelden. Ook deze vervaardigt hij ambachtelijk volgens de methode van de verloren was. Telkens opnieuw probeert hij de monumentaliteit van zijn beelden over te dragen op het veel kleiner formaat van zijn juwelen die hij dan ook draagbare sculpturen noemt.
De vlakken en blokken in zijn werk komen ook terug in de juwelen. Deze kleine kunstwerken vertonen harmonie en evenwicht, waarin plaats is gemaakt voor droom, verbeelding en emoties die erin overgaan. Zijn intentie hierin, is innerlijke beelden om te zetten naar vaste materialen, zoals metaal. In deze betekenis wordt ook wel gesproken over vormentaal.

### Monumentale sculpturen
Minnebo heeft ook een aantal grote monumenten gemaakt, vaak in samenwerking met architecten. Hij maakte monumenten die zowel in België als erbuiten aftrek hebben gevonden en uitgestald zijn op zowel privé- en openbare gebouwen als op wereldtentoonstellingen. Ze zijn ontworpen als gestileerde geometrische vormen die een mannelijke of vrouwelijke figuur voorstellen en ook hier telkens de kenmerkende Minnebo-hoofdjes vertonen. Deze monumenten bestaan uit gehamerde en aan elkaar gelaste koperen platen. De kunstenaar gebruikt hiervoor het TIG-lassen in combinatie met het toevoegen van het edelgas argon.
Voorbeelden hiervan waren terug te vinden op de wereldtentoonstelling van 1970 in het Japanse Osaka. Minnebo's zeven meter hoge beeld was hier te zien in het Belgisch paviljoen dat een stand voor non-ferrometalen had. Zijn vijftien meter hoge obelisk “Hope for a right path” in gehamerd en gelast koper is een ander voorbeeld; het werd in 1982 gemaakt in opdracht van de Saoedi-Arabische stad Djedda. Dit monumentalisme zette zich voort in de 7,20 meter hoge pijler in gehamerd en gelast koper, bovenaan omsloten door een gespleten cirkel, op de strooiweide van de begraafplaats De Blauwe Toren in Brugge (1988).
Een andere opmerkelijke sculptuur is het acht meter hoge beeld “Hun doelgerichte zekerheid lag zonbewijzerd vast” (2005) in de Burcht Singelberg (Kallo-Beveren). Dit is tevens een zonnewijzer, met vijftien cijfers in het Sanskriet en staat symbool voor tijd en ruimte.
In Sint-Niklaas staat in de Kroonmolenstraat een monument van de hand van Minnebo voor de burgerslachtoffers van het bombardement op de stad in mei 1940.

## Onderscheidingen
- 1983 lid van de Orde van den Prince, Oostende
- 1984 Ridder in de Orde van Leopold II
- 1989 “Honoris Causa” in de orde van de 33 Meesterkoks van België
- 1992 lid van De Warande, Brussel
- 2000 Ridder in de Kroonorde
- 2001 Gouden Feniks 2000, Cultuurprijs van het Houtland, Torhout

Hij werd op 11 september 2021 aangesteld als ereburger van zijn woonplaats Jabbeke.

## Expositie

### Werk in musea en openbare verzamelingen
Minnebo's werk komt voor in vele privécollecties in binnen- en buitenland, en daarnaast in veel musea en andere openbare verzamelingen:
- België:
  - Musea van Oostende, Mechelen

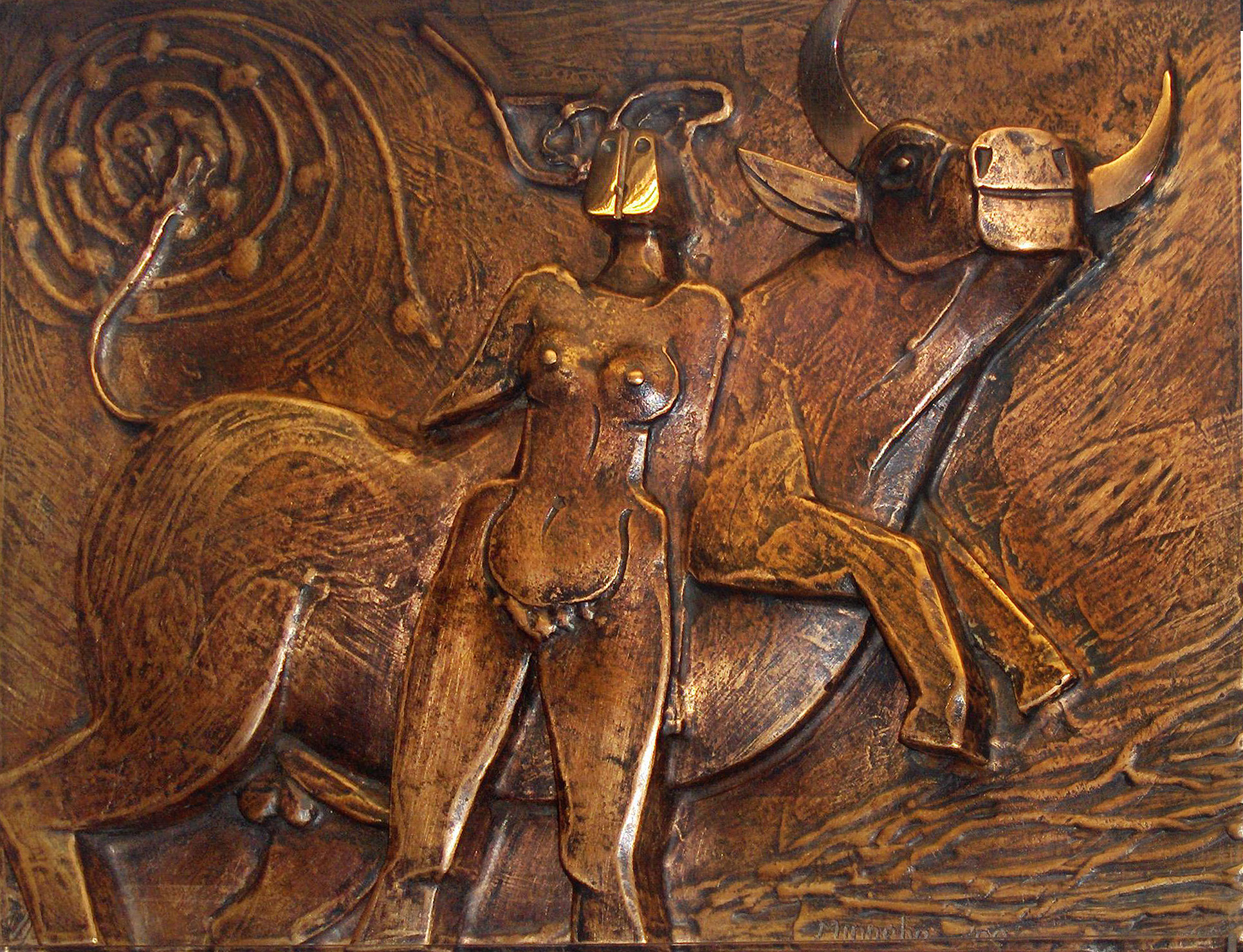
Brons uit het project "Europa 2000"
(samen met Frans Boenders en Jean-Luc Dehaene)

  - Openluchtmuseum Middelheim, Antwerpen ("Zo kwam ze in mijn wereld, met één oogopslag” – 1980)
  - Collecties van de steden Blankenberge, Brugge, Sint-Niklaas, Hasselt en Brakel
  - Belfius Collectie (voorheen gekend als Collectie van het Gemeentekrediet en Dexia), A.S.L.K. (nu: Fortis), Landbouwkrediet, I.P.P.A., Nationale Bank van België en de verzekeringen De Vaderlandse
  - Collectie van de Vrije Universiteit Brussel, Koninklijke Bibliotheek van België; Rijksarchief, Brugge; Provinciehuis Hasselt; S.W.I.F.T., Terhulpen
  - Collectie van het Belgisch Koningshuis
- Verenigde Staten: Museum of Modern Arts Evanston, Chicago
- Frankrijk: Modern Museum van Duinkerke (“Mijn dagen tel ik in jouw ogen” – 1977)
- Saoedi-Arabië: Openluchtmuseum voor beeldhouwkunst, Djedda (“Hope for a right path” – 1982)
- Collectie van de president van Polen, geschonken in 1979 door koning Boudewijn (“Heupwiegend op de tonen van Bob Marley” – 1976)

### Tentoonstellingen (selectie)
- 1963 Biennale des Jeunes, Parijs

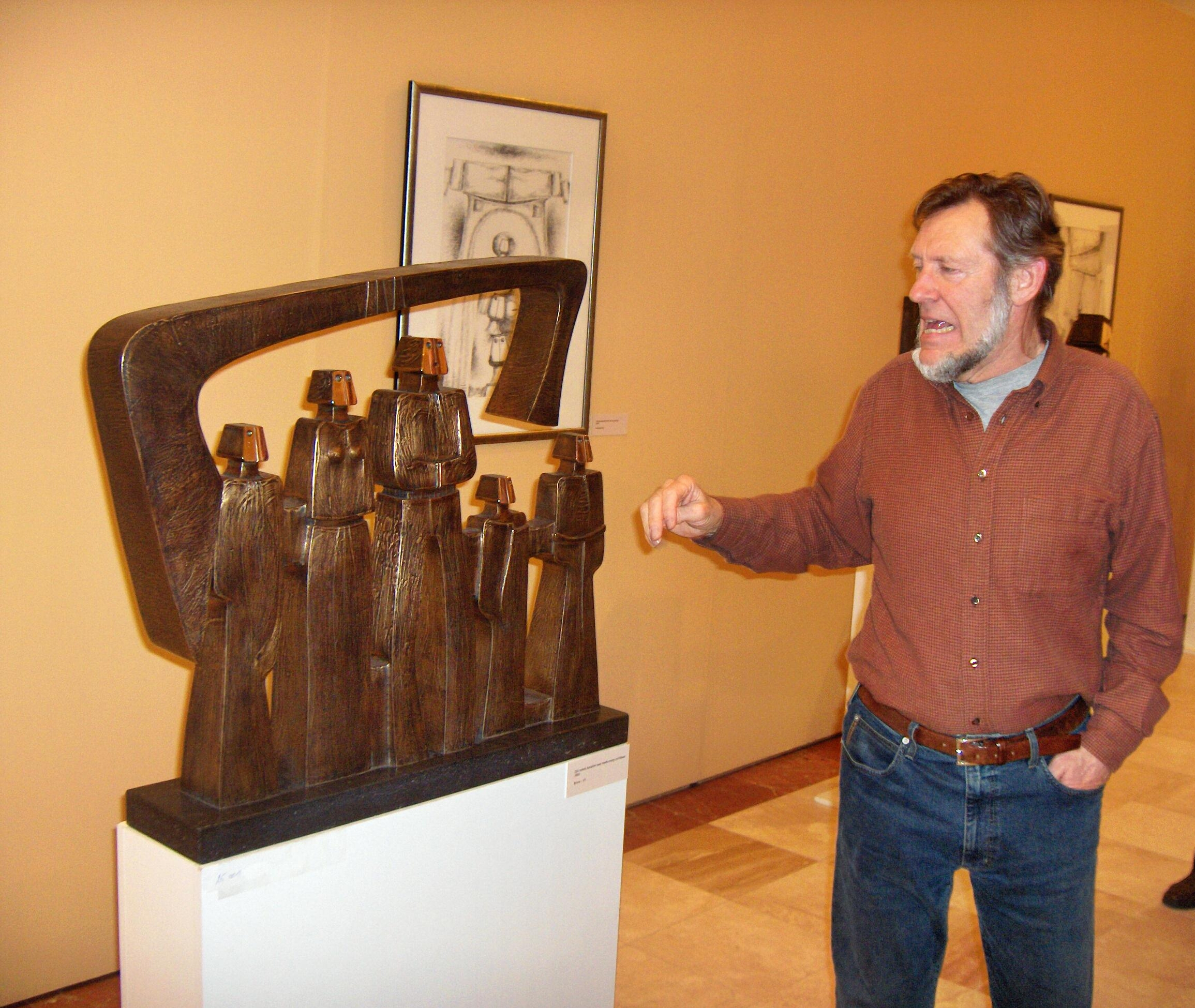
Hubert Minnebo geeft uitleg bij zijn bronzen beeld "Zijn rebels karakter was reeds vroeg zichtbaar"
Overzichtstentoonstelling, Venetiaanse Gaanderijen, Oostende, april 2008

- 1966 International Exhibition, Florence (gouden medaille)
- 1969 Maison des Quatre Vents, Parijs
- 1984 De Brakke Grond, Amsterdam
- 1985 Zomertentoonstelling “15 jaar brons – 10 jaar goud”, Casino-Kursaal, Oostende
- 1990 Overzichtstentoonstelling in de Jan Geremijnzaal, Belfort, Brugge
- 1994 Italienska Kulturinstitutet, Stockholm; Sheraton Hotel, Göteborg, Zweden (samen met de Oostendse schilder Roland Devolder)
- 1998 Kasteel van Bourglinster, Groothertogdom Luxemburg
- 1999 Drie-Eenheid, Art gallery, Thermae Palace Hotel, Oostende (samen met Jacky De Maeyer en Willy Bosschem)
- 2005 Cultureel Centrum, Nagakute, Japan; Vlaams Cultureel Centrum, Osaka, Japan.
- 2008 “Gouden Verlangen – 50 jaar exposeren”; overzichtstentoonstelling in de Venetiaanse Gaanderijen, Oostende
- 2008 Bronzen beelden in het Belgisch Paviljoen op de Wereldtentoonstelling, Zaragoza, Spanje

## Publicaties

### Illustraties
Hubert Minnebo heeft de volgende boeken van zijn vriend Frans Boenders geïllustreerd met foto’s:
- Tibetaans dagboek, VRT-uitgave, Brussel (1987)
- Subliem en bijna niets, een Japans dagboek, VRT-uitgave, Brussel (1990)
- Scènes uit Vietnam, Roularta Media Group, Brussel, 1991
- Kailash, de weg van de berg: Frans Boenders, Hubert Minnebo, Winand Callewaert, Frans Goetghebeur; uitgeverij Pandora, Antwerpen, 1997
- Bhutan: kloosterburchten en geesten; Winand M. Callewaert, Hubert Minnebo; 76 p.; uitgeverij Pandora, 1999